# Herbert Faulkner Copeland
Herbert Faulkner Copeland (1902 – 1968) foi um biólogo norte-americano.

## Biografia
Seu pai foi o botânico  Edwin Bingham Copeland (1873-1964). Contribuiu para a edificação da teoria dos reinos biológicos.
É autor das seguintes publicações:
- (1938). The kingdoms of organism, Quarterly review of biology v. 13, p. 383-420.
- (1956). The classification of lower organisms, Palo Alto, Calif., Pacific Books.

Morreu de câncer.